# 乌克兰证券交易所
乌克兰证券交易所（烏克蘭語：Українська біржа）成立于2008年5月15日，总部位于基辅特洛匹尼纳大街7G号。该交易所是乌克兰最大的证券交易所之一，是乌克兰股票及其衍生工具的主要交易所，隶属于乌克兰财政部。
2022年俄罗斯入侵乌克兰之后，乌克兰证券交易所暂时停止运营并暂停了其他正在进行的业务。其鼓励公民与企业出售乌克兰债券，以帮助对抗俄罗斯的进攻。

## 历史
2008年5月，乌克兰证券市场的最大参与者与俄罗斯证券交易所签署有关协议，决定在基辅创建一个新的交易所。
该交易所51%的股票由乌克兰的交易商购买，49%的股票归RTS证券交易所所有。
2008年10月，乌克兰交易所正式注册为法人主体。
2008年12月，乌克兰国家委员会（当时作为证券和股票市场的国家监管机构）授予乌克兰证券交易所“UX证券交易所”的牌照。
官方交易于2009年3月26日正式启动；此时交易所内售卖的只有共80多只流动性最强的乌克兰股票。
2009年4月27日，乌克兰股票指数(UX)作为乌克兰第一个在线指数正式推出，由 10 个流动性最强的蓝筹股组成。 
2009年5月14日，乌克兰交易所启用了基于使用RTS Plaza系统的回购市场。
2009年9月16日，乌克兰交易所开始使用“中央对手方”技术，为投资者提供匿名结算的服务。
2010年5月27日，乌克兰交易所在乌克兰开设了首个衍生工具市场。第一个交易工具是 UX 指数的期货合约。 
截至2010年10月，共160家专业经纪公司在交易所注册；其中23家可为客户提供直接市场准入。 
2011年4月26日，乌克兰交易所启动了期权合约交易服务。
2015年1月，乌克兰交易所推出USDUAH、EURUSD和黄金等新期货。
2016年第一季度，Dragon Capital和UNIVER Investment Group从莫斯科交易所收购了其在UX的股份。
2016年12月19日，乌克兰交易所推出了两种新的期货——比特币指数和布伦特原油价格。 
2018年5月2日，乌克兰国家安全与国防事务委员会决定对使用莫斯科交易所生产的软件的某些乌克兰实体公司实施制裁。2018年6月18日起，乌克兰交易所将交易转向双边贸易报告。
2022年2月24日，俄罗斯入侵乌克兰后，乌克兰交易所宣布自当日起暂停日常运营。在其官网上，交易所鼓励股民出售债券来为抵抗即将到来的俄罗斯进攻提供资金。3月2日，以軍政府債券的形式恢復限制性交易，用來繼續為烏克蘭武裝部隊提供資金。

## 产品与服务

### 股票
在乌克兰交易所实施的交易技术如下：
- 订单驱动型交易市场，
- 报价驱动型交易市场，
- 回购市场。

#### 固定收益
为提高技术能力、扩大其贸易工具清单，乌克兰交易所提供了进入内部政府债券市场的机会。订单价格以债券面值的百分比报价。提交至订单簿的所有订单均为具有约束力的报价。执行交易时，其价值包括为指定的最终结算日期计算的应计利息。为获准在政府债券市场进行交易，交易所会员必须至少注册一个与乌克兰国家银行存款账户关联的客户代码或专有交易代码。

### 衍生工具
乌克兰交易所的衍生工具市场于2010年5月27日正式投入运营。其基于俄罗斯交易系统提供的平台；该平台拥有成熟的抵押品系统和中央对手方担保，并且已在俄罗斯成功运营，而且成功化解了多次危机。 2018年6月之前，乌克兰交易所支持以下期货交易：
- UX 指数（乌克兰股票市场基准）；
- 美元对乌克兰格里夫纳汇率；
- 欧元兑美元汇率；
- 黄金价格；
- 布伦特原油价格；
- 比特币价格；
- 玉米价格；
- 小麦价格。

### 私有化拍卖
乌克兰交易所根据《国家所有的开放式股份公司交易所股票买卖顺序规定》和《交易规则》以私有化拍卖的形式对开放式股份公司的股票进行大宗交易。乌克兰国家财产基金会在拍卖中充当卖方，根据乌克兰现行立法有权在私有化过程中获得财产的法人实体和个人都可以充当买方。为成为乌克兰交易所私有化拍卖的买家，居民只需要填写一些文件，而非居民则需要与交易所成员进行联系。乌克兰交易所的私有化拍卖每周二举行，交易所会提前在其官方网站上通知拍卖的日期和时间。